# Parhydraena namaqua
Parhydraena namaqua är en skalbaggsart som beskrevs av Perkins 2009. Parhydraena namaqua ingår i släktet Parhydraena och familjen vattenbrynsbaggar. Inga underarter finns listade i Catalogue of Life.